# Rush Hour 3
Rush Hour 3 es una película de 2007 de artes marciales y acción, y la tercera parte de la serie de Rush Hour. Dirigida por Brett Ratner y protagonizada por Jackie Chan y Chris Tucker, comenzó con la película de 1998 y continuó con la primera secuela de Rush Hour 2 en 2001. La película fue anunciada oficialmente el 7 de mayo de 2006, y la filmación comenzó el 4 de julio de 2006. La película está ambientada en París, Los Ángeles, y Hong Kong. Rush Hour 3 fue lanzada el 10 de agosto de 2007, en Estados Unidos. Una cuarta secuela está siendo considerada por los creadores.

## Argumento
Tres años después de los acontecimientos de Rush Hour 2, en Los Ángeles, el embajador Chino Solon Han, con el jefe de la fuerza policial de Hong Kong Inspector Lee como su guardaespaldas, aborda la importancia de luchar contra las Tríadas en la Corte Penal Mundial, anunciando que puede conocer la paradero de Shy Shen, un individuo semi-mítico de gran importancia para la mafia china. Antes de anunciar, un asesino desconocido usa un rifle de francotirador sobre Han sin ser visto, interrumpiendo la conferencia, y resultando en un gran disturbio entre todos los que los observan. Lee persigue al tirador y lo acorrala, descubriendo que el asesino es su hermano adoptivo japonés de la infancia, Kenji. Cuando Lee duda en dispararle a Kenji, él escapa cuando el Detective James Carter de LAPD (después de enterarse del tiroteo por la radio de la policía) llega para intervenir.
Lee se entera de que Han se recuperará por completo en el hospital, cuando la bala le golpeó en el hombro. La hija de Han, Soo-Yung, ya crecida, llega y hace que Lee y Carter prometan capturar al que está detrás del tiroteo. Siguiendo la insistencia de Soo-Yung, Lee y Carter van al estudio de Kung Fu donde Soo-Yung enseña a encontrar un sobre que le ha encargado Han. Se encuentran con el viejo maestro, quien informa al dúo que las Triadas tomaron las pertenencias de Soo-Yung, Lee y Carter llegaron al hospital justo a tiempo para interceptar a una banda de asesinos de habla francesa que intentaron matar a Soo-Yung y Han. Lee y Carter derrotan a los asesinos e interrogan a uno de ellos con la ayuda de una monja francófona, la hermana Agnes. Para su protección, llevan a Soo-Yung a la embajada de Francia y la dejan bajo el cuidado de Reynard, el embajador de Francia y el presidente de la Corte Penal Mundial. Cuando un coche bomba casi mata a Reynard y Soo-Yung, el dúo decide ir a París para investigar.
En París, después de someterse a una dolorosa búsqueda de cavidad por parte del Detective Revi, Lee y Carter conocen a George, un taxista, que es incondicionalmente crítico con los estadounidenses. Después de que Carter obliga a George a ayudarlos, los lleva a un escondite de la Tríada. Una vez allí, Lee es engañado por una asesina de la mafia llamada Jasmine, quien afirma tener información sobre Shy Shen, con la intervención de Carter salvando a Lee cuando ella intentó matarlo. Lee y Carter intentan escapar de las Tríadas, después de convencer a un aterrorizado George de que necesitan su ayuda, pero finalmente son capturados por los hombres de Kenji. Kenji les ofrece dejarlos vivos si los dos se van de París inmediatamente, pero Lee se niega y, en una breve lucha, él y Carter escapan de su cautiverio. El dúo se recupera en un hotel, donde Lee revela su relación con Kenji a Carter, pero decide que su ayuda no es necesaria. Carter sale del hotel, desilusionado, pero se compone cuando ve y sigue a una mujer que conoció en el escondite de Triad, aprendiendo que ella es una artista de teatro llamada Geneviève. Mientras tanto, Reynard se encuentra con Lee en su habitación de hotel y revela que Shy Shen no es una persona, sino una lista de los líderes de la Tríada y que Geneviève es la informante de Han que tiene acceso a la lista.
Después de localizar a Geneviève y salvarla de un intento de asesinato, los dos huyen a su habitación de hotel donde Carter seduce a Geneviève. Son atacados por Jasmine y son rescatados por George, quien decide ayudarlos y ha desarrollado una gran admiración por los estadounidenses. Lee y Carter luego se enteran de que Geneviève es la lista. Los nombres de los trece líderes de la Tríada se han tatuado en la parte posterior de la cabeza y, según la tradición, Geneviève explica que será decapitada y enterrada si las Tríadas la capturan. Cuando Lee y Carter traen a Geneviève a Reynard, descubren que ha estado trabajando con las Tríadas todo el tiempo. Kenji llama e informa a Lee que ha capturado a Soo-Yung (al igual que le capturarón desde niña a manos de Sang, mano derecha de Juntao) y que le gustaría cambiarla por Geneviève.
Lee llega al punto de intercambio, el restaurante Jules Verne en la Torre Eiffel, con Carter disfrazado de Geneviève. Kenji desafía a Lee a una pelea a espada, durante la cual los dos caen de la torre y entran en una red de seguridad. La espada de Kenji corta la red de seguridad y los dos hombres quedan colgando de lo que queda de la red. Lee desea salvar a su hermano adoptivo, pero Kenji se despide y se suelta, cayendo a la muerte mientras Lee lo mira, horrorizado. 
Mientras tanto, Carter salva a Soo-Young y golpea a Jasmine, que muere después de quedar atrapada en una de las ruedas del ascensor aplastada por la mitad (fuera de escena). Después de escapar del ataque de las tríadas que llegan al Jules Verne, saltan al vacío usando una bandera francesa como paracaídas, Reynard confronta a Carter y Lee, reteniendo a Geneviéve como rehén y amenazando con matarla y enmarcarlos. Sin embargo, George, que siguió a Lee y Carter, para ser un espía, dispara a Reynard por la espalda, matándolo. Llega la policía y el Detective Revi Roman Polanski se regodea y trata de obtener un crédito inmerecido por el éxito de la operación encubierta. Después de que ambos le dieron al detective un golpe simultáneo en la cara, noqueándolo, Lee y Carter abandonan la escena bailando la canción "War" de Edwin Starr como lo hicieron en la primera película.

## Reparto
- Jackie Chan como Inspector Lee.
- Chris Tucker como Detective James Carter.
- Hiroyuki Sanada como Kenji.
- Yvan Attal como George.
- Zhang Jingchu como Soo Yung.
- Noémie Lenoir como Geneviève / Shy Shen.
- Roman Polanski como Detective Revi (no acreditado).
- Youki Kudoh como Dragon Lady Jasmine.
- Tzi Ma como Embajador Solon Han.
- Henry O como Master Yu.
- Oanh Nguyen como Mi.
- Max von Sydow como Varden Reynard.
- Philip Baker Hall como Capitán William Diel (no acreditado).
- Dana Ivey como Hermana Agnes.
- Sun Ming Ming como Kung-Fu Giant.
- M. Kentaro como Asesino francés.
- Mia Tyler como Marsha.
- Sarah Shahi como Zoe (no acreditado).
- Eric Naggar como Hombre de escritorio.
- Julie Depardieu como esposa de George.
- David Niven Jr. como Ministro.
- E. Chris Jones como Agente Jones (no acreditado).

## Producción
Después del éxito comercial de la primera y segunda película de la franquicia, Tucker recibió un salario de $ 25 millones, Chan recibió $ 15 millones y Ratner $ 7,5 millones. Además, Chan recibió el 15 % de los ingresos de taquilla, así como los derechos de distribución en China y Hong Kong, lo que elevó sus ganancias totales a por lo menos $53 700 000 (equivalente a $70 200 000 en 2021).
La escena en la que Chan y Tucker luchan contra el Gigante de Kung-Fu, interpretado por el jugador de baloncesto chino Sun Ming Ming, es una parodia del Juego de la muerte de Bruce Lee, donde Lee lucha contra un hombre negro más alto interpretado por el jugador de baloncesto de la NBA Kareem Abdul-Jabbar. La película lo subvierte al hacer que un hombre afroamericano más bajo, Tucker, pelee contra un hombre chino más alto interpretado por un jugador de baloncesto, Sun.

## Recepción
Rush Hour 3 fue producida con un presupuesto estimado de USD 140 millones.
Recaudó USD 258 022 928 en todo el mundo.

### Medios domésticos
La película se estrenó el 26 de diciembre de 2007  en DVD y Blu-ray. Al 30 de marzo de 2008, ganó $ 80,75 millones en alquileres de videos domésticos, lo que la convierte en la mayor renta de 2007. A partir de 2018, la película ha recaudado $ 45 millones en ventas de DVD en Estados Unidos.

## Continuación
Tucker dijo en 2019 que él, Chan y el estudio estaban interesados en una secuela. En diciembre de 2022, Chan dijo que estaba en conversaciones para protagonizar.